# Peuceptyelus nigrocuneatus
Peuceptyelus nigrocuneatus är en insektsart som beskrevs av Jacobi 1921. Peuceptyelus nigrocuneatus ingår i släktet Peuceptyelus och familjen spottstritar. Inga underarter finns listade i Catalogue of Life.